# Liste der höchsten Bürogebäude der Welt
In der folgenden Liste der höchsten Bürogebäude der Welt sind Bürogebäude über 350 Meter Höhe aufgelistet. Eine Büronutzung ist laut Definition des Council on Tall Buildings and Urban Habitat dann gegeben, wenn 85 Prozent oder mehr der gesamten Nutzfläche für Büroflächen zur Verfügung stehen.
Das höchste ausschließlich für Bürozwecke genutzte Gebäude ist seit Mai 2013 das One World Trade Center in New York City mit einer Höhe von 541 Metern. Es übertraf den 508 Meter hohen Taipei 101 in Taiwan, der von seiner Fertigstellung 2004 bis 2010 das höchste Gebäude der Erde war. Während früher fast alle Wolkenkratzer Bürozwecken dienten, werden heute sehr viele gemischt genutzte Gebäude errichtet (sowie Wohngebäude).

## Tabellarische Auflistung der höchsten Bürogebäude der Erde
Die in der Liste genannten Höhenangaben basieren auf offiziellen Höhen (Höhe der Gebäudearchitektur) nach den Kriterien der CTBUH. Diese beinhalten architektonisch zum Gebäude zugehörige Turmspitzen wie beim Taipei 101 oder dem One World Trade Center. Aufbauten wie Funkantennen und dergleichen, wie die Antenne auf dem Willis Tower, der bis zum Dach 442 Meter hoch ist, jedoch eine Gesamthöhe mit Antennen 527 Meter aufweist, werden nach diesen Kriterien nicht in zum Höhenvergleich gewertet.
Gelistet werden sowohl fertiggestellte wie im Bau befindliche Gebäude.
| Nr. | Name                             | Stadt             | Staat                        | Höhe    | Etagen | Status    | Baujahr |
| --- | -------------------------------- | ----------------- | ---------------------------- | ------- | ------ | --------- | ------- |
| 1   | One World Trade Center           | New York City     | Vereinigte Staaten           | 541 m   | 104    | Bestehend | 2014    |
| 2   | China Zun                        | Peking            | Volksrepublik China          | 528 m   | 108    | Bestehend | 2018    |
| 3   | Taipei 101                       | Taipeh            | Taiwan                       | 508 m   | 101    | Bestehend | 2004    |
| 4   | Landmark 81                      | Ho Chi Minh Stadt | Vietnam                      | 471 m   | 81     | Bestehend | 2018    |
| 5   | Petronas Towers                  | Kuala Lumpur      | Malaysia                     | 452 m   | 88     | Bestehend | 1998    |
| 6   | Willis Tower (ehem. Sears Tower) | Chicago           | Vereinigte Staaten           | 442 m   | 108    | Bestehend | 1974    |
| 7   | Al Hamra Tower                   | Kuwait            | Kuwait                       | 413 m   | 77     | Bestehend | 2011    |
| 8   | Two International Finance Centre | Hongkong          | Volksrepublik China          | 412 m   | 86     | Bestehend | 2003    |
| 9   | 30 Hudson Yards                  | New York          | Vereinigte Staaten           | 395 m   | 73     | Bestehend | 2019    |
| 10  | China Resources Headquarters     | Shenzhen          | Volksrepublik China          | 392,5 m | 67     | Bestehend | 2018    |
| 11  | CITIC Plaza                      | Guangzhou         | Volksrepublik China          | 391 m   | 80     | Bestehend | 1997    |
| 12  | Public Investment Fund Tower     | Riad              | Saudi-Arabien                | 385 m   | 77     | Bestehend | 2017    |
| 13  | Shun Hing Square                 | Shenzhen          | Volksrepublik China          | 384 m   | 69     | Bestehend | 1996    |
| 14  | Empire State Building            | New York City     | Vereinigte Staaten           | 381 m   | 102    | Bestehend | 1931    |
| 15  | Central Plaza                    | Hongkong          | Volksrepublik China          | 374 m   | 78     | Bestehend | 1992    |
| 16  | Bank of China Tower              | Hongkong          | Volksrepublik China          | 367 m   | 73     | Bestehend | 1990    |
| 17  | Bank of America Tower            | New York City     | Vereinigte Staaten           | 366 m   | 55     | Bestehend | 2009    |
| 18  | Almas Tower                      | Dubai             | Vereinigte Arabische Emirate | 363 m   | 74     | Bestehend | 2009    |
| 19  | VietinBank Tower                 | Hanoi             | Vietnam                      | 363 m   | 68     | im Bau    | 2021    |
| 20  | The Pinnacle                     | Guangzhou         | Volksrepublik China          | 360 m   | 60     | Bestehend | 2012    |
| 21  | Emirates Office Tower            | Dubai             | Vereinigte Arabische Emirate | 355 m   | 54     | Bestehend | 2000    |
| 22  | Forum 66                         | Shenyang          | Volksrepublik China          | 351 m   | 76     | Bestehend | 2015    |
| 23  | Hanking Center Tower             | Shenzhen          | Volksrepublik China          | 350 m   | 73     | Bestehend | 2018    |

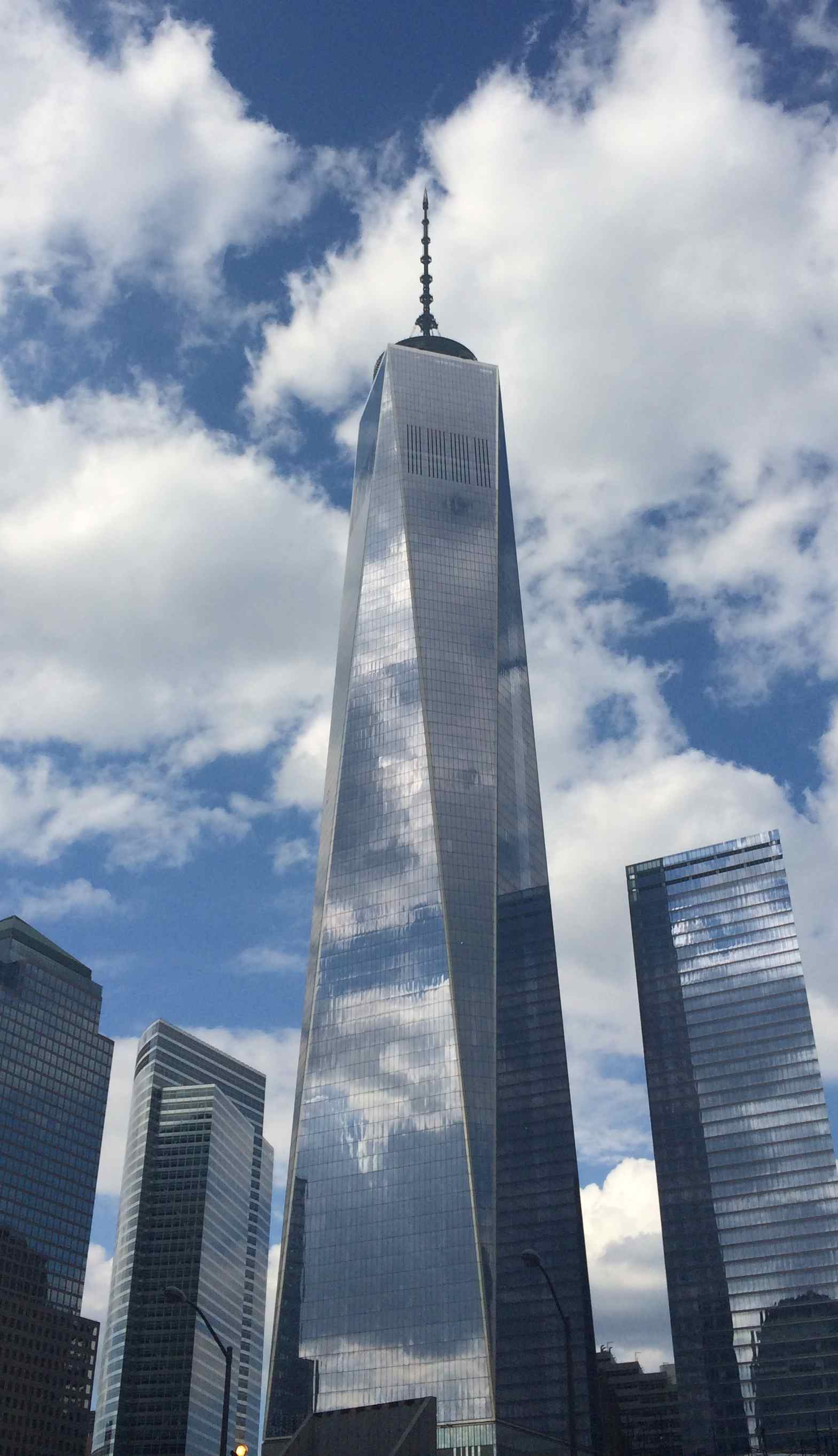
Das One World Trade Center, das höchste Bürogebäude der Welt
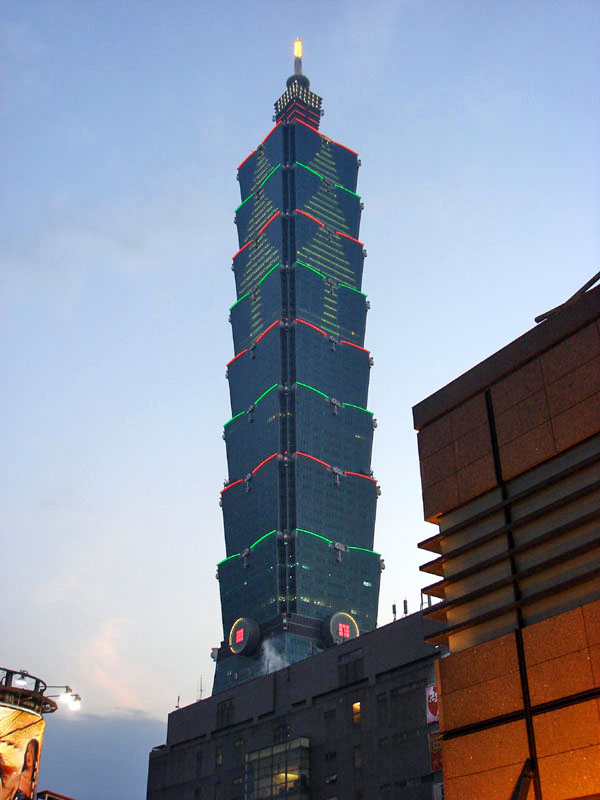
Das zweithöchste Bürogebäude: der Taipei 101
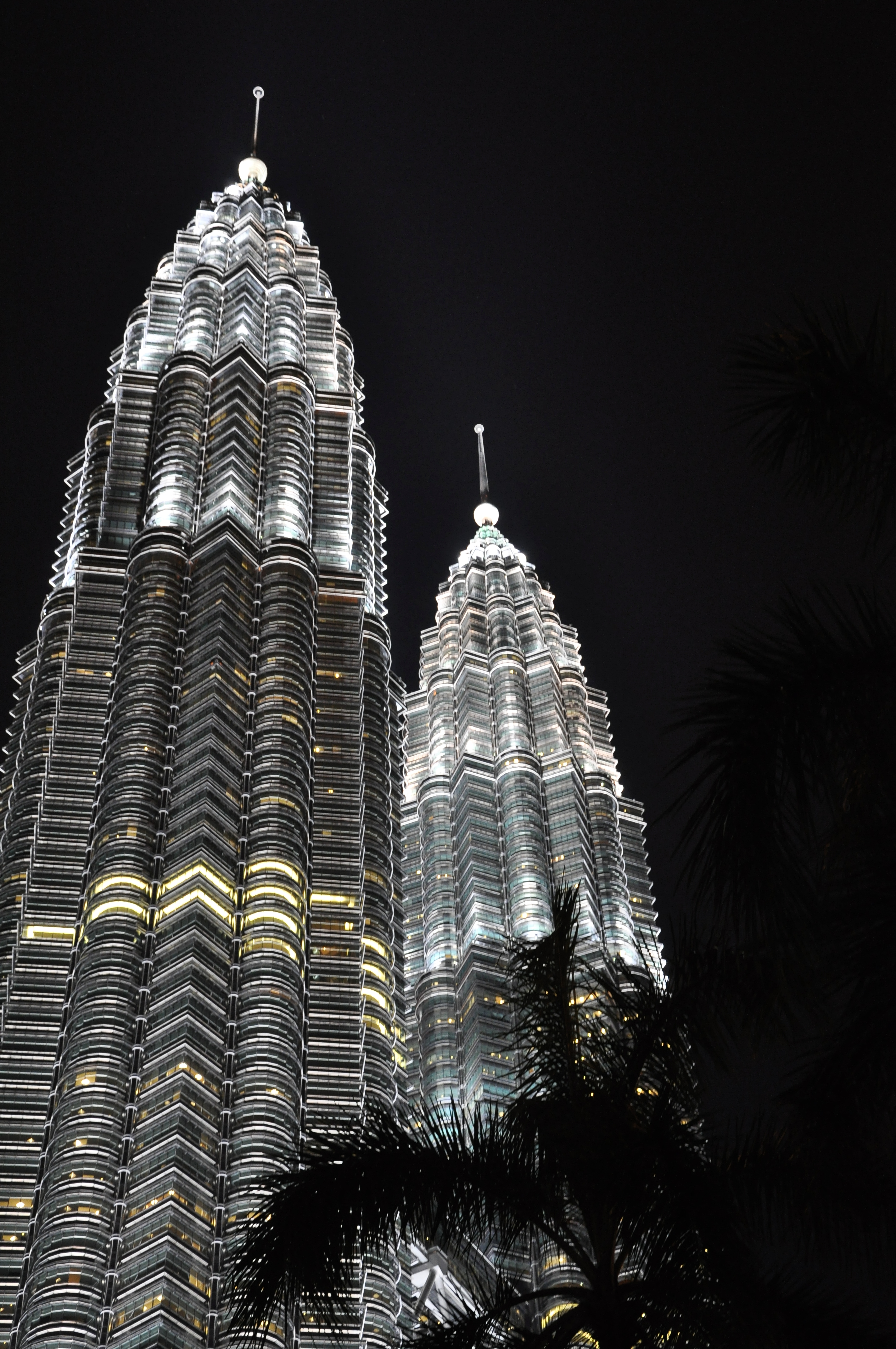
Die Petronas Towers in Kuala Lumpur
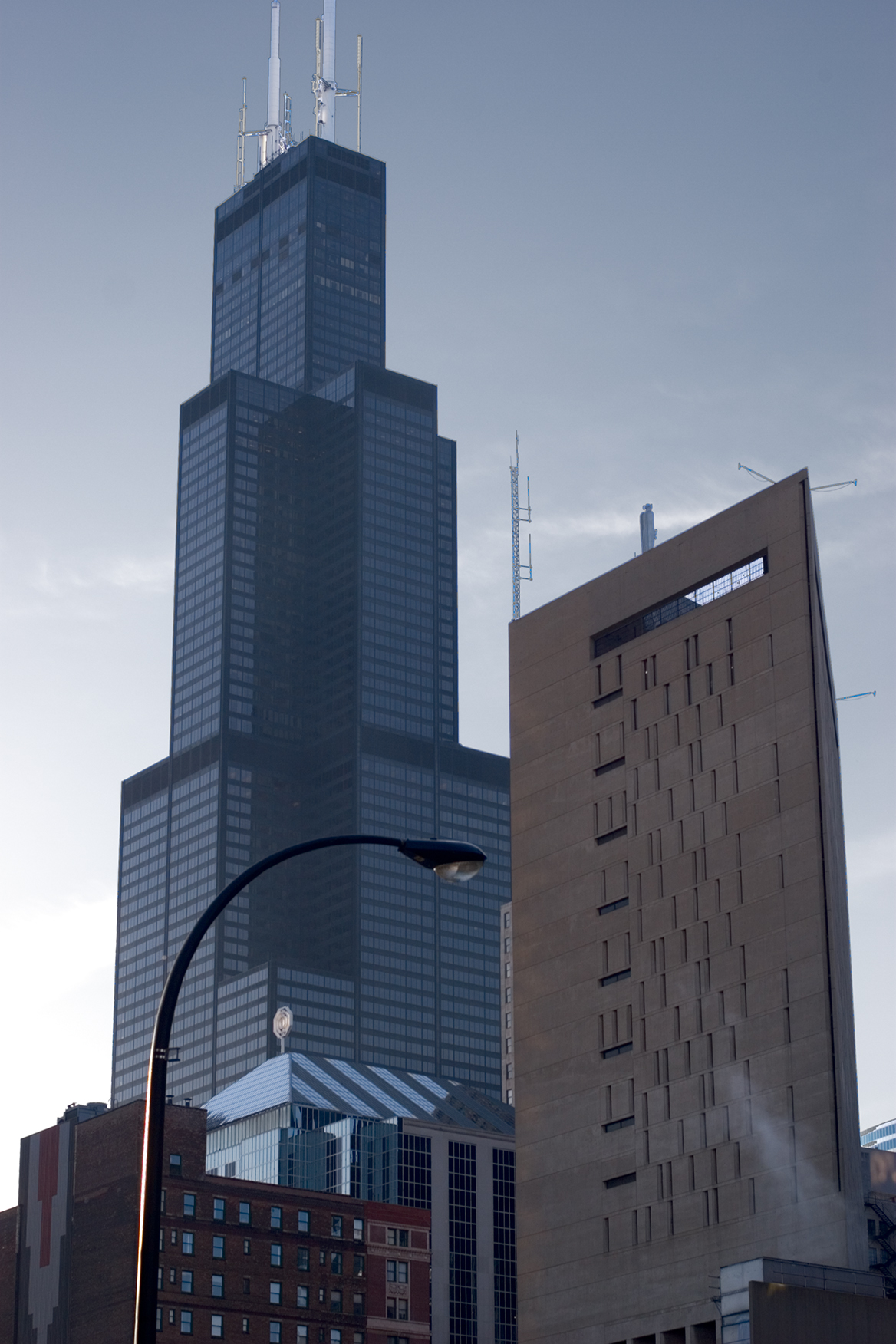
Der Chicagoer Willis Tower
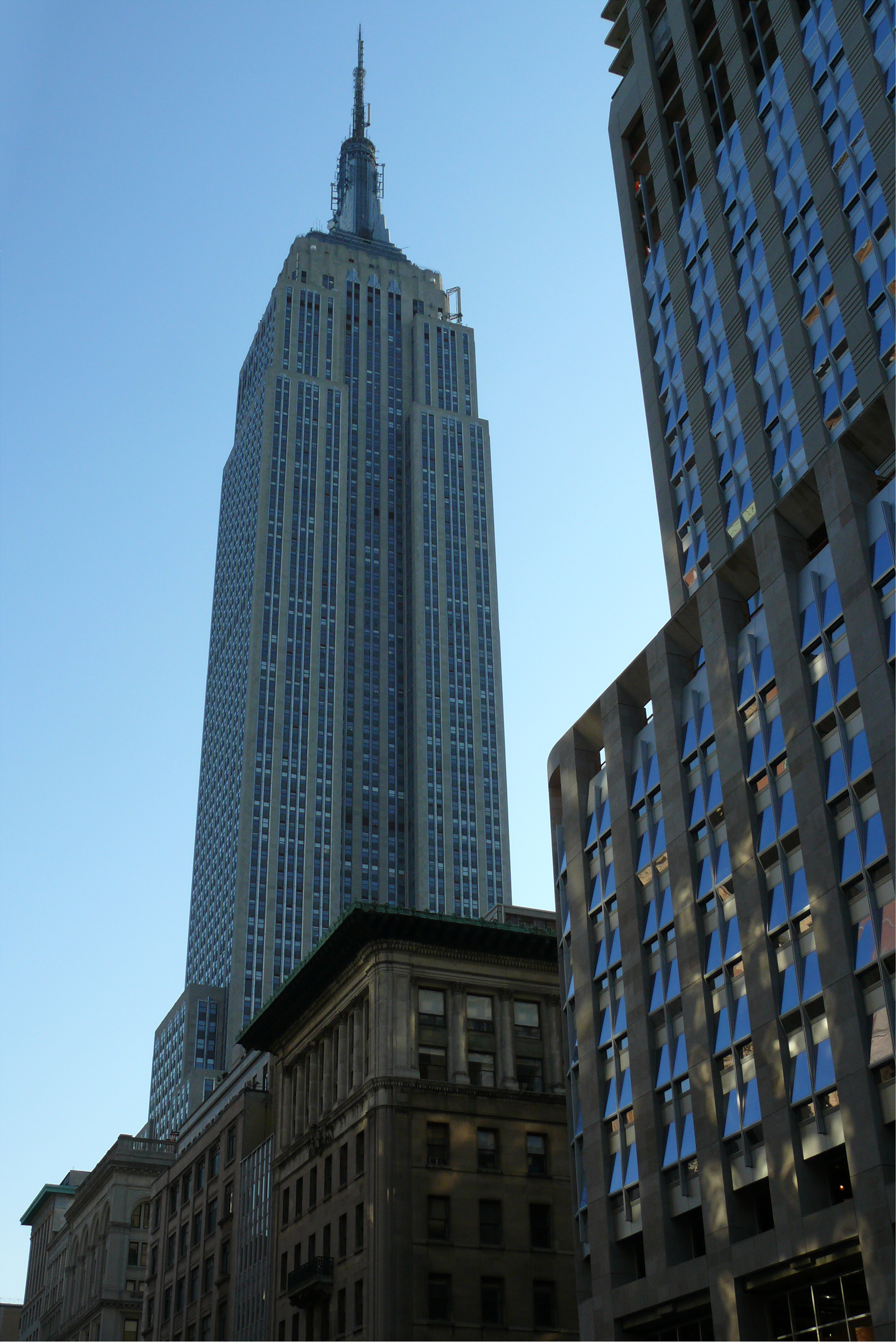
Empire State Building in New York City
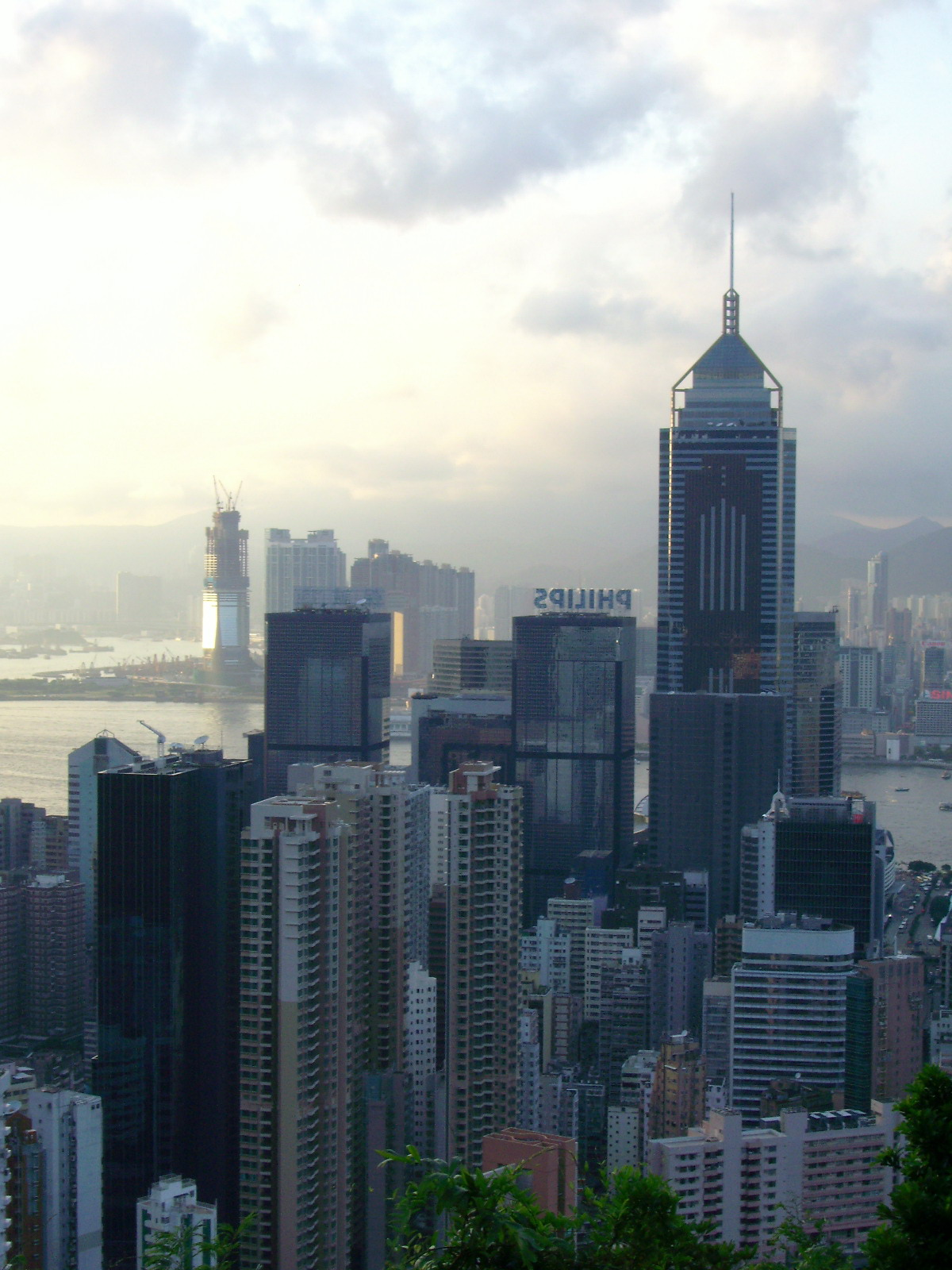
Der Central Plaza in Hong Kong